# روبيان أعمى
روبيان أعمى (الاسم العلمي: Typhlocaris)، جنس روبيانات عمياء تعيش في الكهوف، تنتمي إلى فصيلة الروبيانيات العمياء. وتحتوي على أربعة أنواع
- Typhlocaris ayyaloni Tsurnamal, 2008 – إسرائيل
- روبيان الكهف Calman, 1909 – إسرائيل
- Typhlocaris lethaea Parisi, 1920 – ليبيا
- Typhlocaris salentina Caroli, 1923 – أبوليا (إيطاليا)